# أفرو 504
أفرو 504 (بالإنجليزية: Avro 504)‏ هي طائرة مقاتلة أنتجت في 1913 ببريطانيا. من صناعة أفرو. كانت تستخدم بشكل أساسي من قبل الفيلق الجوي الملكي. كان أول طيران لها في 18 سبتمبر 1913. انتهت خدمتها في 1934. صنع منها 8970 طائرة.